# История Америки
Считается, что Америка была названа в честь итальянского путешественника Америго Веспуччи немецким картографом Матиасом Рингманом. Веспуччи, который исследовал Южную Америку между 1497 и 1502 годами, был первым европейцем, предположившим, что Америка — это не Ост-Индия, а новый неизвестный континент. В 1507 году Вальдземюллер составил карту мира, где он нанёс название «Америка» на Южно-Американский континент в районе нынешней Бразилии. Позднее, когда на картах появилась Северная Америка, это название распространилось и на неё: в 1538 году Герард Меркатор использовал топоним «Америка» для обозначения всего западного полушария на карте мира.
Предыстория Америки (Северной, Южной и Центральной Америки, а также Карибского бассейна) начинается с появления там переселенцев из Азии в разгар Ледникового периода. Как правило, считается, что их потомки проживали изолированно от Старого Света вплоть до пришествия в X веке европейцев из Норвегии и открытия Америки в 1492 году.
Предками современных коренных народов Америки были палеоиндейцы — охотники и собиратели из Азии. Наиболее авторитетная на сегодня теория гласит, что переселенцы пришли в Северную Америку через так называемую Берингию — участок суши, который располагался на месте современного Берингова пролива. Небольшие группы людей следовали за мегафауной: бизонами, мамонтами и карибу. Некоторые из них, возможно, попали в Америку, пройдя по льдам, покрывавшим северную часть Тихого океана.
Культуры и цивилизации доколумбовой Америки являются наследниками культур первых переселенцев из Азии. Наиболее развитыми культурами и цивилизациями этого периода считаются следующие: Норте-Чико, Кахокия, сапотекская, тольтекская, ольмекская, майя, ацтекская, Пурепеча, Чимор, миштекская, Моче, миссисипская, Пуэбло, тотонакская, Теотиуакан, уастекская, Исапа, масатекская, Чибча, инкская.
После экспедиции Христофора Колумба 1492 Новый Свет стал объектом колониальной экспансии со стороны Испании и Португалии, а затем также Англии, Франции и Нидерландов. Завоевание Америки и расселение там европейцев привели к значительным изменениям культурного и физического ландшафта континента. Испания подчинила своему господству основную часть Америки от современного юго-запада США, Флориды и Карибского бассейна до южной оконечности Южной Америки. Португальцы заселили большую часть современной Бразилии. Англия в свою очередь основала колонии на восточном и западном берегах Северной Америки, а также захватила практически всю Канаду. Французы обосновались в Квебеке и других частях восточной части Канады, а также заявили права на центральную часть современных США. Выходцы из Нидерландов осели на островах Карибского бассейна и кое-где на севере Южной Америки.
Европейская колонизация Америки привела к возникновению новых культур и цивилизаций, а со временем и государств, что стало результатом слияния исконно американских и европейских традиций, народов и общественных институтов. Трансформация американских культур в процессе колонизации хорошо просматривается в таких сферах, как архитектура, религия, гастрономия, искусство, но прежде всего на примере языков. Наибольшее распространение в Америке получил испанский язык (376 млн носителей), за ним следуют английский (348 млн) и португальский (201 млн). Колониальный период продолжался приблизительно три столетия — с начала 16 до начала 19 в., когда Бразилия и большинство испанских колоний объявили о своей независимости. США завоевали независимость от Англии гораздо раньше, а именно в 1776. Канада получила статус федерального доминиона в 1867. Прочие колонии оставались во владении европейских государств вплоть до конца 19 в. Так, Куба и Пуэрто-Рико приобрели независимость от Испании только в 1898. Более мелкие колонии стали независимыми в середине 20 в. (например, Гайана). Между тем ряд островов Карибского бассейна подчиняется европейским странам по сей день.

## До колонизации

### Переселение на континент
Детали миграции палеоиндейцев в Америку и по Америке, то есть конкретные даты и маршруты, остаются предметом активных исследований и дискуссий. Проверенная временем теория гласит, что первые переселенцы появились в Берингии (на сухопутном мосту между востоком Сибири и современной Аляской) приблизительно 40–17 тыс. лет назад, когда уровень моря был значительно ниже сегодняшнего показателя по причине четвертичного оледенения. Эти люди, по-видимому, следовали за стадами ныне вымершей плейстоценовой мегафауны по свободным ото льда проходам, протянувшимся между лаврентийским и кордильерским ледяными щитами. Предложен и другой маршрут: отчасти на лодках, отчасти пешком первопоселенцы достигли северо-западного побережья современных США, а затем продвинулись до Южной Америки. Доказать существование этого пути трудно, поскольку с тех пор уровень моря повысился на сотни метров, и теперь он находится на дне океана.
По мнению археологов, миграция палеоиндейцев из Берингии (или с востока Аляски) проходила 40–16,5 тыс. лет назад. Этот временной период остаётся предметом оживлённой дискуссии. Консенсус достигнут только относительно центральноазиатского происхождения переселенцев, а также того, что Америка была в целом заселена к концу последнего ледникового периода, то есть около 16–13 тыс. лет назад.

## Северная Америка

### США
Считается, что её коренные жители прибывали в Америку из Азии в течение нескольких тысяч лет, в период с 15 — 16 тыс. лет назад, когда на месте современного Берингова пролива существовала суша, соединявшая два континента. Надёжные доказательства их присутствия на территории США получены благодаря находкам артефактов в Айдахо возрастом 15,28—16,56 тыс. лет назад.
На полуострове Сьюард в штате Аляска в районе мыса Эспенберг в местечке «Всплывающий кит» (Rising Whale) были обнаружены бронзовые и железные артефакты возрастом 1 тысяча лет, что свидетельствует о контактах жителей Восточной Азии с Америкой (Аляской).
В 1492 году о существовании Америки стало известно в средневековой Европе после того, как Христофор Колумб побывал на островах Вест-Индии и во время своего второго путешествия в 1493 году лично высаживался на острове Пуэрто-Рико, в настоящее время принадлежащем США. В 1498 году морское путешествие к берегам современной Новой Англии совершил первый британский исследователь Джон Кабот, а в 1513 году испанский мореплаватель Хуан Понсе де Леон достиг берегов Флориды. С прибытием европейцев началась колониальная история Америки.
На заре своей независимости США состояли лишь из тринадцати штатов, которые образовались из британских колоний. После провозглашения независимости им пришлось дважды воевать с Великобританией в Войне за независимость и в Англо-американской войне 1812 года. Согласно Парижскому мирному договору 1783 года, Великобритания официально признала независимость США, но до окончания второй англо-американской войны в 1815 году ещё продолжала оказывать поддержку союзным индейским племенам, сопротивлявшимся армии США.
Сразу по окончании Войны за независимость началась экспансия Соединённых Штатов в западном направлении, поддерживавшаяся верой американцев в Явное предначертание, согласно которому Бог предопределил существование в Америке их государства на территории от Атлантического океана до Тихого. Основная территория США сложилась к 1912 году, когда в их континентальной части образовался последний штат, Аризона. К этому времени территория штатов Аляска и Гавайи тоже уже принадлежала США, но в статусе штатов они были приняты в Союз в 1959 году.
Основу Конституции США составляет текст, утверждённый в 1788 г., в который вошла Декларация независимости США. Высшим органом власти, поддерживающим конституционное право в США, является Верховный суд. В дальнейшем к основному закону был принят ряд поправок, которыми, в частности, было запрещено рабство (Тринадцатая поправка к Конституции США, 1865 г.) и предоставлено право голоса женщинам (Девятнадцатая поправка, 1920 г.). Запрещение рабства было болезненным процессом, который затрагивал интересы многих граждан и обширных регионов американского Юга, что спровоцировало в 1861—1865 гг. распад государства и гражданскую войну. За ней последовал длительный период Реконструкции. Несмотря на запрещение рабства, итоги Реконструкции были компромиссными, и до середины XX в. США оставались страной, в которой господствовала расовая сегрегация.
После гражданской войны США переживали бурный экономический рост, подъём уровня жизни и эру прогрессивизма. Она завершилась наступлением в 1929 г. эпохи Великой депрессии. Меры, принятые правительством, поддерживали граждан, пострадавших в период экономического упадка, что стало новым этапом в создании в США социального государства. Оздоровлению американской экономики способствовали военные заказы правительства, которые резко увеличились с началом Второй мировой войны, а затем и холодной войны, что привело к превращению США в мировую сверхдержаву.

### Канада
Первые поселения человека на территории Канады были датированы на севере Юкона возрастом 24 тыс. лет назад (см. Пещеры Блуфиш) и 9500 лет до н. э. на юге Онтарио. Таким образом, некоторые регионы Канады были обитаемы индейцами и инуитами с незапамятных времён. Группы людей оказались на территории Канады в результате миграции с Аляски и Восточной Сибири. Оценки антропологами населения Северной Америки в тот период колеблются от двух до восемнадцати миллионов человек. Коренные жители Канады занимались в основном охотой и рыбной ловлей.
Ко времени прибытия европейцев в XVI веке, местные племена представляли собой разрозненные народности. В ходу было множество языков, не было никаких связующих факторов. Самыми распространёнными были алгонкинский и атабаский языки. Племена занимались в основном охотой и кочевали вслед за стадами оленей. На западном побережье были найдены племена, которые вели более-менее оседлый образ жизни с большой ролью сельского хозяйства. Некоторые племена западного побережья предпринимали сезонные миграции с целью поохотиться и половить рыбу (лосось, белый палтус, сельдь) и поохотиться на тюленей. Племена Ньюфаундленда, беотуки стали первыми племенами, вступившими в контакт с европейцами прибывшими осваивать Америку. Именно отсюда пошло выражение «краснокожие», которым позже обозначали всех коренных жителей Северной Америки.
Французский исследователь Жак Картье на двух кораблях и с командой в 61 человек вышли в сторону Америки и посетили Ньюфаундленд, Залив Святого Лаврентия, острова Мадлен и остров Принца Эдуарда. Затем в 1534 году Картье высадился на полуострове Гаспе (прозванного «колыбелью Французской Канады»), где водрузил крест в знак того, что эти земли отныне принадлежат французской короне. Между 1598 и 1603 годом Генрих IV присвоил Труалю де Ла Роше де Мегу титул генерал-лейтенанта Канады, Ньюфаундленда и Лабрадора, также был основан новый пост для дальнейшей колонизации с несколькими десятками поселенцев. В 1608 году был основан город Квебек, название которого происходило от алгонкинского термина обозначавшего «место, где река сужается», город стал столицей Новой Франции, также называемой «Канада».
В XVIII веке соперничество Британии и Франции резко обострилось, и в 1763 году по Парижскому договору Новая Франция перешла во владение Великобритании. 1 июля 1867 года Канада получила право формировать собственное правительство, не выходя из состава Британской империи.
По Вестминстерскому статуту (1931) была расширена компетенция правительства Канады (как и других британских доминионов) в международных и внутренних делах.

## Южная Америка

### Мексика
С момента появления первых поселенцев Мексика была территорией обитания охотников-собирателей. Около 9 тысяч лет назад произошла сельскохозяйственная революция, которая привела к возникновению крупных городов, а затем и древних государств, таких как империя ацтеков и государства майя.
В XVI веке Мексика была колонизирована испанцами. Колониальное правление, продлившееся 300 лет, окончилось освободительной войной и установлением мексиканской монархии, а затем и республики. История Мексики знает периоды гражданских войн, интервенций и диктатур. Новейшая история отмечена экономическим подъёмом и несколькими кризисами, а также политической гегемонией одной партии. В конце XX столетия наметилась тенденция к демократизации, а в XXI веке страна перешла к по-настоящему многопартийной системе